# 邕南道
邕南道，中华民国初期的道。
1913年2月置，治武鸣府（今广西壮族自治区南宁市武鸣区）。属广西省。辖武鸣府、宣化、扶南、隆安、永淳、横县、宾阳、上林、那马、上思等府县及果化土州、归德土州、土忠州和白山、兴隆、都阳、古零、定罗、旧城、安定、迁隆峒等土司。1914年6月改名南宁道。